# Championnat de France féminin de rugby à XV de 2e division 2022-2023
Navigation
Élite 2 2021-2022 Élite 2 2023-2024
Le championnat de France féminin de rugby à XV de 2e division 2022-2023 ou Élite 2 2022-2023 se déroule de septembre 2022 à juin 2023.

## Participants
Pour la saison 2022-2023, l'Élite 2 est constitué de la façon suivante :
- Huit clubs du championnat Élite 2 2021-2022[Note 1]
- Un club défait lors du match d'accession face au club d'Élite 1 2021-2022
- Un club relégué de l'Élite 1 2021-2022
- Un club promu de la Fédérale 1 2021-2022

| \| Clermont-Ferrand Dax Dijon Joué-lès-Tours Limoges Narbonne Paris Perpignan La Rochelle Valkyries Normandie RC Toulon \| Localisation des clubs (2022-2023) |
| Clermont-Ferrand Dax Dijon Joué-lès-Tours Limoges Narbonne Paris Perpignan La Rochelle Valkyries Normandie RC Toulon                                          |

| Club                            | Classement 2021-2022  | Entraîneur en chef                            | Stade                                    | Ville            | Capacité  |
| ------------------------------- | --------------------- | --------------------------------------------- | ---------------------------------------- | ---------------- | --------- |
| Stade français Paris            | 7e (Élite 1)          | Olivier Carreiras                             | Stade Jean-Bouin                         | Paris            | 20 000    |
| Valkyries Normandie RC          | 1er, champion         | Jean-François Mouton Cyrille Lloza            | Stade Jean-Mermoz                        | Rouen            | 2 800     |
| Stade rochelais                 | 2e, finaliste         | Alexandre Barès Florian Ninard                | Plaine des Jeux Colette Besson           | La Rochelle      |           |
| USAP XV féminin                 | 3e                    |                                               | Stade Roger Ramis                        | Perpignan        |           |
| USA Limoges                     | 4e                    | Simon Dexidour Charles Rai                    |                                          |                  |           |
| RC Toulon Provence Méditerranée | 5e (RCVRGP)           | Stéphane Gamonet Baptiste Roffinella          | Stade Léo-Lagrange                       | Toulon           |           |
| Rugby Clermont La Plaine        | 6e                    |                                               | Stade Camille-et-Edmond-Leclanché        | Clermont-Ferrand |           |
| RC Narbonne                     | 7e                    |                                               |                                          |                  |           |
| US Dax                          | 8e                    | Christophe Lebert Chris Ndombi                | Stade Colette-Besson Stade Maurice-Boyau | Dax              | 500 7 262 |
| RF Dijon Bourgogne              | 9e                    | Eliott Moreau Simon Descaillot                | Stade Bourillot                          | Longvic          |           |
| US Joué                         | Champion (Fédérale 1) | Benoît Raymond Mickaël Puret Pauline Biscarat | Stade Pierre-Albaladejo                  | Joué-lès-Tours   |           |

## Résumé des résultats

### Phase régulière
La compétition se déroule sous la forme d'une poule unique de 11 équipes en matchs « aller-retour ».
Les clubs classés de la 1re à la 4e place sont qualifiés pour les demi-finales qui se déroulent sur le terrain des équipes les mieux classées.
Les clubs classés à la 10e et 11e place du classement à l'issue de la phase qualificative sont relégués en Fédérale 1 Féminine pour la saison 2023-2024.

### Classement de la phase régulière
| Rang | Club                            | J  | V  | N | D  | Bo | Bd | Pm  | Pe  | Diff | Pts |
| ---- | ------------------------------- | -- | -- | - | -- | -- | -- | --- | --- | ---- | --- |
| 1    | Stade rochelais                 | 20 | 17 | 0 | 3  | 15 | 1  | 662 | 154 | +508 | 88  |
| 2    | Stade français Paris (R)        | 20 | 17 | 0 | 3  | 13 | 2  | 667 | 213 | +454 | 86  |
| 3    | Valkyries Normandie RC (T)      | 20 | 14 | 1 | 5  | 8  | 1  | 407 | 189 | +218 | 69  |
| 4    | RC Toulon Provence Méditerranée | 20 | 13 | 0 | 7  | 9  | 4  | 463 | 249 | +214 | 68  |
| 5    | USAP XV féminin                 | 20 | 14 | 1 | 5  | 7  | 1  | 546 | 307 | +239 | 66  |
| 6    | Rugby Clermont La Plaine        | 20 | 8  | 2 | 10 | 2  | 3  | 295 | 350 | -55  | 44  |
| 7    | USA Limoges                     | 20 | 8  | 0 | 12 | 3  | 0  | 264 | 487 | -223 | 38  |
| 8    | US Dax                          | 20 | 6  | 2 | 12 | 2  | 2  | 208 | 387 | -179 | 35  |
| 9    | US Joué (P)                     | 20 | 5  | 1 | 14 | 1  | 1  | 216 | 436 | -220 | 27  |
| 10   | RF Dijon Bourgogne              | 20 | 2  | 1 | 17 | 2  | 4  | 227 | 633 | -406 | 15¹ |
| 11   | RC Narbonne                     | 20 | 2  | 0 | 18 | 0  | 3  | 136 | 686 | -550 | 14  |

|  | Qualifiés pour les demi-finales                              |
|  | Relégués en Fédérale 1                                       |
|  | T : tenant du titre 2022 • R : relégué 2022 • P : promu 2022 |

### Phase finale
|  | Demi-finales                                       | Demi-finales                                       |                 |    | Finale                                            | Finale                                            |
|  | Demi-finales                                       | Demi-finales                                       |                 |    | Finale                                            | Finale                                            |
|  |                                                    |                                                    |                 |    |                                                   |                                                   |
|  | 4 juin 2023 au Stade Marcel-Deflandre, La Rochelle | 4 juin 2023 au Stade Marcel-Deflandre, La Rochelle |                 |    | 10 juin 2023 au Stade Sainte-Germaine, Le Bouscat | 10 juin 2023 au Stade Sainte-Germaine, Le Bouscat |
|  | 4 juin 2023 au Stade Marcel-Deflandre, La Rochelle | 4 juin 2023 au Stade Marcel-Deflandre, La Rochelle |                 |    | 10 juin 2023 au Stade Sainte-Germaine, Le Bouscat | 10 juin 2023 au Stade Sainte-Germaine, Le Bouscat |
|  | [1] Stade rochelais                                | 29                                                 |                 |    | 10 juin 2023 au Stade Sainte-Germaine, Le Bouscat | 10 juin 2023 au Stade Sainte-Germaine, Le Bouscat |
|  | [1] Stade rochelais                                | 29                                                 |                 |    | 10 juin 2023 au Stade Sainte-Germaine, Le Bouscat | 10 juin 2023 au Stade Sainte-Germaine, Le Bouscat |
|  | [4] Rugby Club Toulon Provence Méditerranée        | 0                                                  |                 |    | 10 juin 2023 au Stade Sainte-Germaine, Le Bouscat | 10 juin 2023 au Stade Sainte-Germaine, Le Bouscat |
|  | [4] Rugby Club Toulon Provence Méditerranée        | 0                                                  | Stade rochelais | 3  |                                                   |                                                   |
|  | juin 2023                                          |                                                    | Stade rochelais | 3  |                                                   |                                                   |
|  |                                                    | Stade français Paris                               | 22              |    |                                                   |                                                   |
|  | [2] Stade français Paris                           | Stade français Paris                               | 22              | 43 |                                                   |                                                   |
|  | [2] Stade français Paris                           |                                                    |                 | 43 |                                                   |                                                   |
|  | [3] Valkyries Normandie RC                         | 25                                                 |                 |    |                                                   |                                                   |
|  | [3] Valkyries Normandie RC                         | 25                                                 |                 |    |                                                   |                                                   |

## Résultats détaillés

### Phase qualificative
| Résultats (▼dom., ►ext.)        | CLE   | DAX   | DIJ   | JOU   | LIM   | NAR   | NOR   | SFP   | PER   | ROC   | TOU   |
| Rugby Clermont La Plaine        | —     | 6-3   | 25-5  | 22-10 | 64-3  | 20-5  | 3-13  | 10-22 | 20-20 | 7-10  | 21-34 |
| US Dax                          | 7-7   | —     | 33-15 | 0-12  | 10-17 | 22-5  | 3-3   | 7-17  | 5-28  | 0-29  | 8-25  |
| RF Dijon Bourgogne              | 18-19 | 22-24 | —     | 37-14 | 21-28 | 20-5  | 12-20 | 11-63 | 13-24 | 0-64  | 8-24  |
| US Joué                         | 11-7  | 11-27 | 7-7   | —     | 20-7  | 61-5  | 10-31 | 10-29 | 21-17 | 0-29  | 0-38  |
| USA Limoges                     | 19-29 | 9-20  | 34-8  | 29-13 | —     | 32-10 | 8-3   | 8-25  | 3-17  | 0-50  | 29-27 |
| RC Narbonne                     | 10-12 | 3-17  | 24-20 | 6-0   | 8-12  | —     | 3-32  | 5-34  | 13-15 | 0-42  | 5-42  |
| Valkyries Normandie RC          | 38-8  | 19-0  | 13-3  | 35-0  | 38-0  | 25-0  | —     | 20-17 | 39-26 | 24-17 | 18-3  |
| Stade français Paris            | 41-3  | 49-5  | 43-7  | 40-3  | 57-14 | 69-0  | 27-14 | —     | 34-21 | 33-15 | 24-10 |
| USAP XV féminin                 | 12-5  | 59-10 | 73-0  | 34-5  | 50-3  | 75-19 | 13-3  | 11-0  | —     | 0-26  | 20-15 |
| Stade rochelais                 | 59-7  | 26-7  | 0-25  | 19-0  | 25-0  | 75-12 | 28-19 | 24-22 | 54-6  | —     | 47-5  |
| RC Toulon Provence Méditerranée | 10-0  | 25-0  | 71-0  | 17-8  | 36-7  | 17-0  | 18-0  | 15-21 | 19-25 | 12-8  | —     |

- Victoire à domicile
- Match nul
- Victoire à l'extérieur